# Фоше, Леон
Леона́р Жозе́ф Лео́н Фоше́ (фр. Léonard Joseph Léon Faucher; 8 сентября 1803, Лимож — 14 декабря 1854, Марсель) — французский политик и государственный деятель еврейского происхождения, который с 10 апреля 1851 года по 26 октября 1851 года, будучи премьер-министром, возглавлял кабинет министров Второй республики.

## Биография
Поначалу Леон Фоше жил частными уроками, между 1830 и 1842 годами принимал участие в редактировании различных либеральных газет, написал несколько книг.
В 1846 году Фоше был избран в палату депутатов, где принадлежал к династической оппозиции и являлся, как и в литературе, одним из главных защитников свободной торговли.
В 1848 году, после избрания в учредительное собрание Леон Фоше примкнул к умеренным республиканцам. Поддерживал сперва Луи Эжена Кавеньяка, потом Луи Наполеона. После избрания Наполеона Третьего президентом Второй республики Фоше вошёл в состав кабинета министров Одилона Барро в качестве министра общественных работ, а затем министра внутренних дел. Он закрыл общество «Республиканской солидарности», старался добиться от палаты запрещения политических клубов, поддерживал предание суду участников восстания 15 мая (Л. Блана, Бланки, Барбеса и др.).
Когда 12 мая 1849 года палата отвергла порицание правительству за римскую экспедицию и предложенное Жюлем Фавром предание суду министерства, Фоше разослал префектам телеграмму такого рода: «Это голосование упрочивает мир; агитаторы ожидали враждебного правительству вотума, чтобы возвести баррикады и возобновить июньские дни. Париж спокоен. Вотировали против порядка и правительства такие-то» — следовал список имен. Палата была возмущена этой депешей, в которой увидела попытку произвести давление на избирателей ввиду предстоявших 13 мая выборов, и громадным большинством голосов высказала порицание Леону Фоше. Одилон Барро не решился его защищать, и Фоше вышел в отставку.
В течение двух лет продолжал политическую карьеру в законодательном собрании.
10 апреля 1851 года Леону Фоше было поручено сформировать и возглавить собственное правительство, что и было сделано. Однако, Фоше нажил себе слишком много врагов и его кабинет продержался у власти лишь полгода (gouvernement Léon Faucher).
Через три года после отставки с поста премьера, 14 декабря 1854 года, Леонард Жозеф Леон Фоше скоропостижно скончался в Марселе.